# Carlo Silipo
Carlo Silipo (Nápoly, 1971. szeptember 10. –) olimpiai bajnok (1992), világbajnok (1994) és kétszeres Európa-bajnok (1993, 1995) olasz vízilabdázó, 2007 óta a Posillipo Napoli vezetőedzője. 2021-től az olasz női vízilabda válogatott szövetségi kapitánya.